# Ludwig IV. (Frankreich)

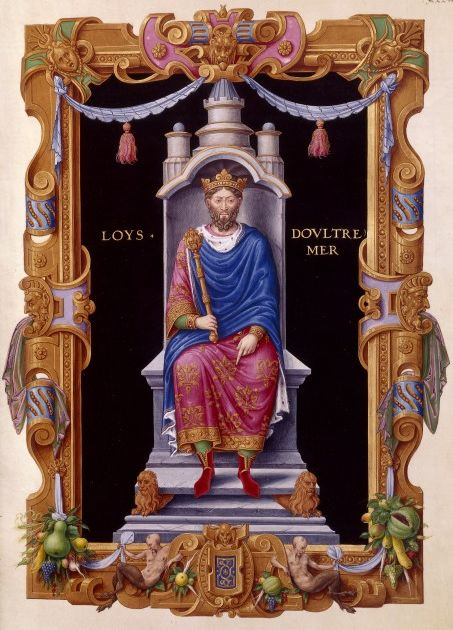
Neuzeitliche Phantasiedarstellung Ludwigs IV.

Ludwig IV. der Überseeische (lateinisch Transmarinus, französisch Louis IV d’Outre-Mer; * zwischen 10. September 920 und 10. September 921; † 10. September 954 in Reims) war westfränkischer König von 936 bis 954. Er stammte aus dem Geschlecht der Karolinger, der Königsdynastie des westfränkischen Reichs, die damals bereits sehr geschwächt und vom Wohlwollen mächtiger Adelsgruppen abhängig war.

## Leben
Ludwig war der Sohn König Karls III. des Einfältigen und dessen zweiter Frau Eadgifu, einer Tochter König Eduards des Älteren von Wessex. Karl musste sich mit Gegenkönigen auseinandersetzen, die keine Karolinger waren und den Herrschaftsanspruch der Karolingerdynastie nicht anerkannten. Als Graf Heribert II. von Vermandois, der auf der Seite des Gegenkönigs Rudolf von Burgund stand, im Jahr 923 Karl den Einfältigen in eine Falle lockte und gefangensetzte, floh Eadgifu mit dem erst zweijährigen Ludwig nach England. Dort wuchs Ludwig am Hof seines Großvaters Eduard und später seines Onkels Æthelstan auf. Im Westfrankenreich regierte nunmehr allein Rudolf von Burgund, der jedoch auf die Unterstützung des mächtigen Geschlechts der Robertiner angewiesen war, während Heribert II. weiterhin den gefangenen Karl als Faustpfand behielt, um auf König Rudolf Druck auszuüben. 929 starb Karl in der Haft. Als im Januar 936 König Rudolf starb, ohne einen Sohn zu hinterlassen, kam bei der Regelung der Nachfolge dem mächtigen Robertiner Hugo dem Großen eine entscheidende Rolle zu. Hugo, dessen Vater Robert I. bereits Westfrankenkönig gewesen war, hätte selbst nach der Krone greifen können, zog es aber vor, zur Karolingerdynastie zurückzukehren, die durch Karls Schicksal einen schweren Macht- und Ansehensverlust erlitten hatte. Er wollte einem relativ machtlosen Karolinger die Königswürde überlassen, um selbst die Reichspolitik aus dem Hintergrund zu lenken. Daher verhandelte er mit Æthelstan und Eadgifu über die Rückkehr Ludwigs. Hugo war ein Schwager von Æthelstan und Eadgifu, da er damals mit einer Schwester Eadgifus verheiratet war. Man einigte sich und der erst fünfzehnjährige Ludwig landete in Boulogne, wo Hugo ihn empfing und ihm huldigte. Da er von jenseits des Ärmelkanals gekommen war, kam der Beiname „Transmarinus“ (wörtlich: „der von jenseits des Meeres“) auf.
Am 19. Juni 936 wurde Ludwig IV. in Laon von Erzbischof Artold von Reims zum westfränkischen König gekrönt. Im Gegenzug musste er Hugo eine einzigartige Sonderstellung im Reich einräumen. Hugo erhielt den eigens für ihn geschaffenen Rang eines „Herzogs der Franken“ (dux Francorum), und bereits in einer Königsurkunde von 936 stellte Ludwig fest, er handle auf den Rat „unseres geliebtesten Hugo, des Frankenherzogs, der in allen unseren Reichen der Zweite nach uns ist“. Damit war Hugo nicht mehr nur, wie frühere Robertiner, als Markgraf und Graf für große Gebiete zuständig, in denen dem König kein direktes Eingreifen mehr möglich war, sondern er stand „in allen Reichen“, also in sämtlichen Teilen des Westfrankenreichs, zwischen dem König und den nachrangigen Vasallen. Der Titel „Herzog der Franken“ wurde somit in bewusster Analogie zu „König der Franken“ auf das Gesamtreich bezogen (obwohl im engeren Sinn nur ein bestimmter Reichsteil, das Hugo dem Großen verliehene Herzogtum Franzien, gemeint war). Damit wurde Ludwig faktisch auf die Rolle eines nominellen Königs reduziert und der Robertiner beanspruchte eine Stellung, die mit derjenigen der karolingischen Hausmeier im späten Merowingerreich vergleichbar war.
In den ersten Monaten seiner Regierung war Ludwig völlig von Hugo dem Großen abhängig und musste ihn auf einem erfolgreichen Feldzug gegen Hugo den Schwarzen von Burgund begleiten, wobei Hugo der Große sich nordburgundische Gebiete und insbesondere die Stadt Sens aneignete. 937 machte sich Ludwig jedoch von seinem „Vormund“ unabhängig und begann eine selbständige, gegen die Übermacht des Robertiners gerichtete Politik zu betreiben. Dabei stützte er sich auf Vornehme, die ebenfalls die robertinische Expansion eindämmen wollten, darunter Erzbischof Artold von Reims, den Ludwig zu seinem Kanzler machte, und Hugo der Schwarze, mit dem er ein Bündnis schloss. Darauf reagierte Hugo der Große seinerseits mit neuen Bündnissen. Er verbündete sich mit Heribert II. und sicherte sich ein gutes Verhältnis zu Otto dem Großen, dessen Schwester Hadwig er heiratete, nachdem seine englische Frau, Ludwigs Tante, gestorben war. Damit bahnte sich ein Gegensatz zwischen Ludwig und Otto an, und als sich die Herzöge Giselbert von Lothringen und Eberhard von Franken gegen Otto den Großen erhoben, unterstellten sie sich Ludwig. Dadurch schien sich dem Karolinger eine Chance zu bieten, das karolingische Stammland Lothringen, das nach der Entmachtung Karls des Einfältigen in den Hoheitsbereich des ostfränkischen Reichs geraten war, zurückzugewinnen. Er gedachte militärisch einzugreifen und stieß ins Elsass vor, doch kam ihm Otto zuvor, der am 2. Oktober 939 Giselbert in der Schlacht bei Andernach besiegte und damit die Zukunft Lothringens entschied. Giselbert ertrank auf der Flucht und Ludwig heiratete Giselberts Witwe Gerberga, eine Schwester Ottos des Großen. Nunmehr waren sowohl König Ludwig als auch sein Gegenspieler Hugo der Große mit Otto verschwägert. Otto konnte jetzt eine Schiedsrichterrolle zwischen den beiden Rivalen einnehmen und für ein Machtgleichgewicht zwischen ihnen sorgen. Zunächst stand Otto wegen des lothringischen Konflikts ganz auf der Seite Hugos des Großen. Er unternahm 940 einen Feldzug ins Westfrankenreich, um Ludwig zu bestrafen. In der Königspfalz Attigny nahm er die Huldigung Hugos des Großen und Heribert II. entgegen. Die beiden hatten schon zuvor die Stadt Reims erobert und dort den Erzbischof Artold, einen der wichtigsten Getreuen Ludwigs, abgesetzt. Otto stieß auch nach Burgund vor, um Ludwigs dortigen Verbündeten, Hugo den Schwarzen, vor militärischen Aktionen zu warnen. 942 empfing Otto seine Schwäger Ludwig und Hugo in Visé an der Maas. Es wurde ein allgemeiner Ausgleich erzielt. Ludwig musste auf Lothringen verzichten.
Die Lage änderte sich zugunsten Ludwigs, als Ende 942 Graf Wilhelm I. Langschwert von Rouen, der Machthaber der Normandie, ermordet wurde und Anfang 943 Heribert II. starb. Heriberts Söhne stritten um die Erbschaft und in der Normandie war der Erbe, der künftige Herzog Richard I., noch unmündig. Ludwig nutzte diese Gelegenheit dazu, in der Normandie einzugreifen und dort seine königliche Autorität militärisch geltend zu machen. In den Kämpfen gegen seine normannischen Gegner geriet Ludwig jedoch im Juli 945 in einen Hinterhalt. Er konnte zunächst fliehen, wurde dann aber gefangen genommen. Die Normannen lieferten ihn an Hugo den Großen aus. Hugo behielt ihn in Gefangenschaft und forderte als Preis für die Freilassung, dass Ludwig auf die Stadt Laon, sein Machtzentrum, verzichte. Königin Gerberga sah sich gezwungen, Laon einem Vasallen Hugos zu übergeben. Im Sommer 946 kam Ludwig frei.
Diese schwere Demütigung Ludwigs erinnerte an das Schicksal seines Vaters Karl und bedeutete nicht nur für ihn persönlich, sondern auch für das Königtum als solches einen dramatischen Prestigeverlust. Das lag nicht im Interesse Ottos des Großen, der nun auf Bitten seiner Schwester Gerberga eingriff, um der Übermacht Hugos entgegenzuwirken. Im Herbst 946 zog ein großes Heer Ottos nach Westen und vereinte sich mit den Ludwig treuen Kräften. Hugo vermied eine Feldschlacht. Seine Truppen verschanzten sich in den Städten. Das Heer der beiden Könige konnte Laon, Senlis, Paris und Rouen nicht einnehmen, doch gelang ihnen die Eroberung von Reims, wo sie den vertriebenen Erzbischof Artold wieder einsetzten. Im Juni 948 traten in Ingelheim westfränkische, lothringische und ostfränkische Bischöfe unter dem Vorsitz eines päpstlichen Legaten in Gegenwart Ottos und Ludwigs zu einer Synode zusammen und verurteilten Hugo sowohl wegen seines Vorgehens gegen Ludwig als auch wegen der Vertreibung Artolds aus Reims. 949 konnte Ludwig die Stadt Laon in einem nächtlichen Überraschungsangriff zurückerobern; nur die Zitadelle blieb in der Hand von Hugos Kräften. 950 vermittelte Herzog Konrad der Rote von Lothringen im Auftrag Ottos des Großen einen Friedensschluss zwischen Ludwig und Hugo. Nun übergab Hugo dem König die Zitadelle von Laon.
Am 10. September 954 starb Ludwig in Reims an den Folgen eines Sturzes vom Pferd und wurde dort in der Basilika Saint-Remi begraben.

## Familie
Ludwig heiratete 939 Gerberga († 5. Mai 968 oder 969), die Tochter des deutschen Königs Heinrich I. (Liudolfinger) und Witwe des Herzogs Giselbert von Lothringen. Mit ihr hatte er sieben Kinder:
- Lothar (941–986), König von Frankreich ⚭ 966 Emma von Italien, Tochter des Königs Lothar II. von Italien
- Mathilde (* Ende 943; † nach 26. November 981) ⚭ um 964 Konrad III. König von Burgund († 993) (Welfen)
- Karl (* Januar 945; † vor 953)
- eine Tochter (Name nicht überliefert) (* Anfang 948)
- Ludwig (* Dezember 948; † vor 10. September 954)
- Karl (953–nach 991), Herzog von Niederlothringen (977–991), Zwillingsbruder Heinrichs
- Heinrich (* Sommer 953; † bald nach der Taufe), Zwillingsbruder Karls von Niederlothringen

Gerberga erhielt 951 die Abtei Notre-Dame de Laon von ihrer Schwiegermutter und wurde 959 Äbtissin von Notre-Dame de Soissons.